# Liste der höchsten Berge in Deutschland

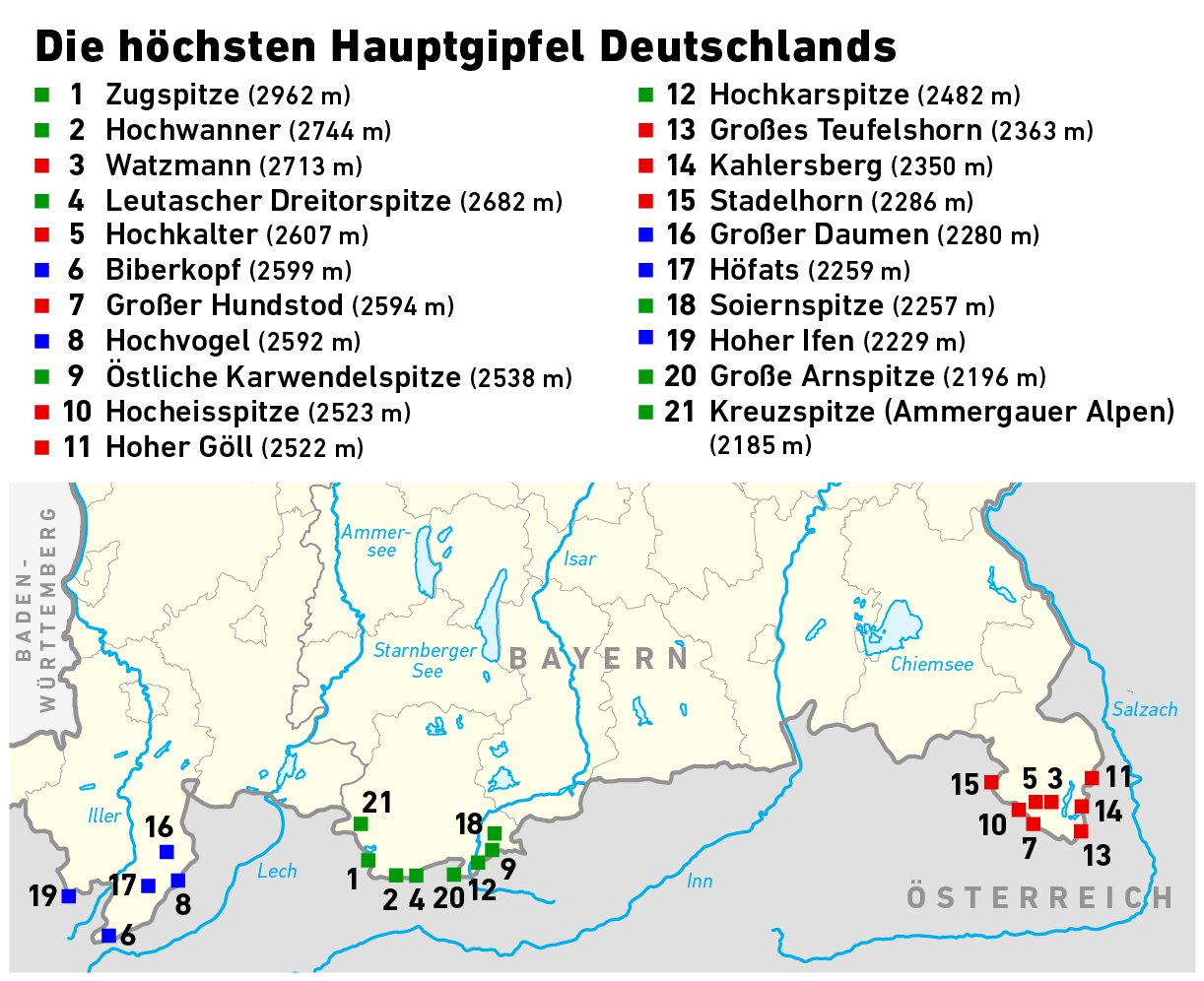
Lage der höchsten Hauptgipfel

Die Liste der höchsten Berge in Deutschland führt die Berge mit den höchsten Gipfeln Deutschlands auf. Alle diese Berge befinden sich im südlichsten Bayern nahe der Grenze zu Österreich. Innerhalb der Alpen liegen sie in den Ostalpen und sind Teil der Nördlichen Kalkalpen. Zum größten Teil gehören sie den Gebirgsgruppen Wetterstein und Karwendel (grün in nebenstehender Abbildung), Berchtesgadener Alpen (rot in nebenstehender Abbildung) und Allgäuer Alpen (blau in nebenstehender Abbildung) an.
Da die Definition eines Berges nicht allgemeingültig festgelegt ist, wird zwischen Hauptgipfeln und übrigen Gipfeln unterschieden. Nicht aufgeführt sind Nebengipfel. In den Alpen gilt ein Gipfel laut UIAA-Definition ab einer Schartenhöhe von 30 Metern als eigenständig. Um einen Gipfel aber auch als eigenständigen Berg zu klassifizieren, werden Mindest-Schartenhöhen von 100 m oder (nach anderen Quellen) von 300 Metern vorgegeben. Nach letztgenannter Definition werden nur noch die Hauptgipfel ganzer Bergmassive gezählt. Alle Erhebungen unter einer Schartenhöhe von 30 Metern werden als Nebengipfel betrachtet.
Die höchsten Hauptgipfel Deutschlands sind Zugspitze (2962 m), Hochwanner (2744 m) und Watzmann-Mittelspitze (2713 m). Wertet man alle eigenständigen Gipfel, folgen nach der Zugspitze der Schneefernerkopf (2875 m) und die Mittlere Wetterspitze (2750 m) auf den Plätzen zwei und drei. Beide sind jedoch Teil des Zugspitzmassives und liegen relativ nahe am Zugspitzgipfel.
Der höchste Hauptgipfel, der komplett auf deutschem Staatsgebiet steht, ist die Watzmann-Mittelspitze mit 2713 Metern Höhe, so auch der Hochkalter (2607 m), der Große Daumen (2280 m) und die Höfats (2259 m). Ebenfalls vollständig auf deutschem Staatsgebiet, aber mit einer wesentlich geringeren Eigenständigkeit, liegen die Mittlere Höllentalspitze (2742 m) und der Hochblassen (2703 m).
Ein Großteil der Gipfel wurde nachweislich im 19. Jahrhundert bestiegen, Watzmann-Mittelspitze und Hoher Göll beispielsweise schon im Jahr 1800. Die Zugspitze wurde zum ersten Mal offiziell bestätigt im Jahr 1820 bestiegen. Allerdings gibt es zu vielen Gipfeln Vermutungen, dass sie in früheren Zeiten von Unbekannten bestiegen worden sind.
Das Birnhorn (2634 m) in den Leoganger Steinbergen befindet sich privatrechtlich in bayerischem Eigentum, liegt jedoch in Österreich.
Da sich im Lauf der Geschichte die Grenzen Deutschlands vielfach veränderten, gab es in der Vergangenheit verschiedenste „höchste Berge“. Während der Kolonialzeit bis 1918 war der 1889 erstmals bestiegene Kibo im Kilimandscharo-Massiv (seinerzeit „Kaiser-Wilhelm-Spitze“) in der Kolonie Deutsch-Ostafrika mit 5895 m der offiziell höchste Berg des Deutschen Kaiserreiches. Im Großdeutschen Reich von 1938 bis 1945 kam dieser Titel dem Großglockner zu, dieser ist mit 3798 m heute der höchste Berg Österreichs. Höchster Berg der DDR war der Fichtelberg (1215 m).

## Legende
- Rang: Rang, den der Gipfel unter den höchsten Bergen Deutschlands einnimmt.
- Bild: Bild des Berges
- Gipfel: Name des Gipfels
- Höhe: Höhe des Berges in Metern
- Gebirge: Gebirge, in dem der Berg liegt.
- Massiv: (Nur Tabelle 1) Gibt die Massiv-Zugehörigkeit an. Ist das Massiv nach einem verlinkten Hauptgipfel benannt, so wird hier auf eine Verlinkung verzichtet.
- Lage: (Nur Tabelle 2) DE = Berg liegt vollständig auf deutschem Staatsgebiet; DE/AT = Berg liegt im Bereich der Staatsgrenze von Deutschland und Österreich, das deutsche Staatsgebiet reicht aber zumindest bis zum Gipfel.
- Dominanz: Die Dominanz beschreibt den Radius des Gebietes, das der Berg überragt. Angegeben in Kilometern mit Bezugspunkt.
- Schartenhöhe: Die Schartenhöhe ist die Höhendifferenz zwischen Gipfelhöhe und der höchstgelegenen Einschartung, bis zu der man mindestens absteigen muss, um einen höheren Gipfel zu erreichen. Angegeben in Metern mit Bezugspunkt.
- Erstbesteigung/Erstbesteiger: Namen der Erstbesteiger mit Datum. Leeres Feld bedeutet, dass der Erstbesteiger oder das Datum nicht mehr nachvollzogen werden können.

Differenzen zu anderen metrischen Angaben können auftreten. In den Tabellen werden das deutsche Höhenbezugssystem Normalhöhennull und Daten der Bayerischen Vermessungsverwaltung verwendet.

## Die höchsten Gipfel
In der Tabelle werden die 31 höchsten eigenständigen Gipfel Deutschlands aufgeführt. Ein Gipfel benötigt eine Schartenhöhe von über 30 Metern, um als eigenständig zu gelten.
| Rang | Bild                                                          | Gipfel                       | Höhe (m) | Gebirge               | Massiv             | Dominanz (km)                | Schartenhöhe (m)                                  | Erstbesteigung                                                        |
| ---- | ------------------------------------------------------------- | ---------------------------- | -------- | --------------------- | ------------------ | ---------------------------- | ------------------------------------------------- | --------------------------------------------------------------------- |
| 1    | Zugspitze (2.962 m) von der Alpspitze gesehen                 | Zugspitze                    | 2962     | Wettersteingebirge    | Zugspitze          | 24,6 Acherkogel              | 1746 Fernpass                                     | 27. Aug. 1820 Josef Naus, Johann Georg Tauschl, Messgehilfe Maier (a) |
| 2    | Schneefernerkopf aus Südwesten (2.874 m)                      | Schneefernerkopf             | 2874     | Wettersteingebirge    | Zugspitze          | 1,7 Zugspitze                | 175 Schneefernerscharte                           | 1871 Hermann von Barth                                                |
| 3    | Zugspitz-Massiv mit Schneefernerkopf (mittig rechts, 2.750 m) | Mittlere Wetterspitze        | 2750     | Wettersteingebirge    | Zugspitze          | 0,6 Schneefernerkopf         | 67 Einschartung zum Schneefernerkopf              |                                                                       |
| 4    | Hochwanner Südseite (2.744 m)                                 | Hochwanner                   | 2744     | Wettersteingebirge    | Hochwanner         | 5,5 Zugspitze                | 701 Feldernjöchl                                  | 1870 Hermann von Barth                                                |
| 5    | Mittlere Höllentalspitze (Mitte, 2.743 m)                     | Mittlere Höllentalspitze     | 2743     | Wettersteingebirge    | Zugspitze          | 1,6 Zugspitze                | 116 Einschartung Jubiläumsgrat zur Zugspitze      | 1871 Hermann von Barth                                                |
| 6    | Innere Höllentalspitze (links vorne, 2.741 m)                 | Innere Höllentalspitze       | 2741     | Wettersteingebirge    | Zugspitze          | 0,6 Mittlere Höllentalspitze | 90 Einschartung zur Mittleren Höllentalspitze     | 9. Sep. 1871 Hermann von Barth                                        |
| 7    | Äußere Höllentalspitze (Mitte, 2.720 m)                       | Äußere Höllentalspitze       | 2720     | Wettersteingebirge    | Zugspitze          | 0,6 Mittlere Höllentalspitze | 35 (c) Einschartung zur Mittleren Höllentalspitze | 1871 Hermann von Barth                                                |
| 8    | Watzmann-Mittelspitze (Mitte, 2.713 m)                        | Watzmann-Mittelspitze        | 2713     | Berchtesgadener Alpen | Watzmann           | 15,9 Hochseiler              | 939 Trischübelpass                                | Aug. 1800 Valentin Stanič                                             |
| 9    | Watzmann-Südspitze (2.712 m)                                  | Watzmann-Südspitze           | 2712     | Berchtesgadener Alpen | Watzmann           | 0,8 Watzmann-Mittelspitze    | 110 (c) Einschartung Watzmanngrat                 | 1832 Peter Carl Thurwieser                                            |
| 10   | Hochblassen (vorne rechts, 2.703 m)                           | Hochblassen                  | 2703     | Wettersteingebirge    | Zugspitze          | 1,1 Äußere Höllentalspitze   | 143 Falsche Grießkarscharte                       | 25. Aug. 1871 Hermann von Barth, Peter Klaisl                         |
| 11   | Zugspitz-Massiv mit Wetterwandeck (rechts, 2.698 m)           | Wetterwandeck                | 2698     | Wettersteingebirge    | Zugspitze          | 0,5 Südliche Wetterspitze    | 30 Einschartung zur Östlichen Wetterspitze        | 1874 Hermann von Barth                                                |
| 12   | Leutascher Dreitorspitze (2.682 m)                            | Leutascher Dreitorspitze     | 2682     | Wettersteingebirge    | Dreitorspitze      | 5,2 Hochwanner               | 346 Westliche Wangscharte                         | 7. Aug. 1871 Hermann von Barth                                        |
| 13   | Östliche Plattspitze (2.680 m)                                | Östliche Plattspitze         | 2680     | Wettersteingebirge    | Zugspitze          | 1,1 Wetterwandeck            | 204 Wetterscharte                                 | 1871 Hermann von Barth                                                |
| 14   | Hinterreintalschrofen (hinten links im Bild, 2.669 m)         | Hinterreintalschrofen        | 2669     | Wettersteingebirge    | Hochwanner         | 1,5 Hochwanner               | 109 Einschartung Teufelsgrat zum Hochwanner       | 1. Sep. 1871 Hermann von Barth                                        |
| 15   | Hochfrottspitze (2.649 m) von der Mädelegabel                 | Hochfrottspitze              | 2649     | Allgäuer Alpen        | Hohes Licht        | 2,2 Hohes Licht              | 203 Socktalscharte                                | 16. Juni 1869 Hermann von Barth                                       |
| 16   | Mädelegabel Südseite (2.645 m)                                | Mädelegabel                  | 2645     | Allgäuer Alpen        | Hohes Licht        | 0,4 Hochfrottspitze          | 81 Einschartung zur Hochfrottspitze               | 1852 Oskar Sendtner (d)                                               |
| 17   | Partenkirchner Dreitorspitze Südseite (2.633 m)               | Partenkirchner Dreitorspitze | 2633     | Wettersteingebirge    | Dreitorspitze      | 0,5 Leutascher Dreitorspitze | 100 (c) Einschartung zur Leutascher Dreitorspitze | 20. Juli 1854 Jakob Grasegger, Karl Kiendl                            |
| 18   | Alpspitze (2.628 m) vom Osterfelderkopf                       | Alpspitze                    | 2628     | Wettersteingebirge    | Zugspitze          | 0,8 Hochblassen              | 165 Grießkarscharte                               | 1825 J. Burger                                                        |
| 19   | Riffelwandspitzen                                             | Große Riffelwandspitze       | 2626     | Wettersteingebirge    | Zugspitze          | 0,2 Zugspitze                | 31 Scharte zur Zugspitze                          | 1866 F. Resch und C. Sam                                              |
| 20   | Vollkarspitze (2.618 m) von Norden                            | Vollkarspitze                | 2618     | Wettersteingebirge    | Zugspitze          | 0,5 Hochblassen              | 40 (c) Einschartung zu den Höllentalspitzen       | 1897 Ferdinand Henning (b)                                            |
| 21   | Bockkarkopf (2.609 m)                                         | Bockkarkopf                  | 2609     | Allgäuer Alpen        | Hohes Licht        | 0,6 Hochfrottspitze          | 106 Bockkarscharte                                |                                                                       |
| 22   | Hochkalter (Mitte, 2.607 m)                                   | Hochkalter                   | 2607     | Berchtesgadener Alpen | Hochkalter         | 4,5 Watzmann                 | 621 Wimbachscharte                                |                                                                       |
| 23   | Nordöstliche Dreitorspitze (Mitte, 2.605 m)                   | Nordöstliche Dreitorspitze   | 2605     | Wettersteingebirge    | Dreitorspitze      | 0,2 Dreitorspitze            | 40 (c) Einschartung zur Dreitorspitze             |                                                                       |
| 24   | Biberkopf (2.599 m)                                           | Biberkopf                    | 2599     | Allgäuer Alpen        | Biberkopf          | 3,5 Hohes Licht              | 337 Große Steinscharte                            | 1853 (e)                                                              |
| 25   | Trettachspitze (2.595 m)                                      | Trettachspitze               | 2595     | Allgäuer Alpen        | Hohes Licht        | 0,4 Mädelegabel              | 145 Einschartung zur Mädelegabel                  | Aug. 1855 Urban, Alois und Mathias Jochum                             |
| 26   | Großer Hundstod (2.593 m)                                     | Großer Hundstod              | 2593     | Berchtesgadener Alpen | Großer Hundstod    | 4,5 Watzmann                 | 474 Dießbachscharte                               | 1825 Karl Thurwieser                                                  |
| 27   | Hochvogel (2.592 m)                                           | Hochvogel                    | 2592     | Allgäuer Alpen        | Hochvogel          | 5,4 Urbeleskarspitze         | 572 Hornbachjoch                                  | 1832 Trobitus                                                         |
| 28   | Funtenseetauern (2.578 m)                                     | Funtenseetauern              | 2578     | Berchtesgadener Alpen | Selbhorn           | 4 Selbhorn                   | 220 Hochbrunnsulzen                               | um 1865 Johann Grill, Albert Kaindl                                   |
| 29   | Öfnerspitze (rechts, 2.576 m)                                 | Öfnerspitze                  | 2576     | Allgäuer Alpen        | Großer Krottenkopf | 0,7 Großer Krottenkopf       | 137 Einschartung zum Großen Krottenkopf           | 1854 (e)                                                              |
| 30   | Schüsselkarspitze (2.551 m)                                   | Schüsselkarspitze            | 2551     | Wettersteingebirge    | Dreitorspitze      | 0,3 Leutascher Dreitorspitze | 60 (c) Einschartung zur Leutascher Dreitorspitze  | 1894 Heinrich Moser, Oscar Schuster                                   |
| 31   | Krottenspitze (rechts, 2.551 m)                               | Krottenspitze                | 2551     | Allgäuer Alpen        | Großer Krottenkopf | 0,3 Öfnerspitze              | 78 Einschartung zur Öfnerspitze                   |                                                                       |

## Die höchsten Hauptgipfel
In der Tabelle werden die 21 höchsten Hauptgipfel Deutschlands dargestellt. Als Hauptgipfel eines Massives wird ein Berg dann eingestuft, wenn seine Schartenhöhe mehr als 300 Meter beträgt.
| Rang | Bild                                          | Gipfel                   | Höhe (m) | Gebirge               | Lage  | Dominanz (km)               | Schartenhöhe (m)                                  | Erstbesteiger                                           | am            |
| ---- | --------------------------------------------- | ------------------------ | -------- | --------------------- | ----- | --------------------------- | ------------------------------------------------- | ------------------------------------------------------- | ------------- |
| 1    | Zugspitze (2.962 m) von der Alpspitze gesehen | Zugspitze                | 2962     | Wettersteingebirge    | DE/AT | 24,6 Acherkogel             | 1746 Fernpass                                     | Josef Naus, Johann Georg Tauschl, Messgehilfe Maier (a) | 27. Aug. 1820 |
| 2    | Hochwanner Südseite (2.744 m)                 | Hochwanner               | 2744     | Wettersteingebirge    | DE/AT | 5,5 Zugspitze               | 701 Feldernjöchl                                  | Hermann von Barth                                       | 1870          |
| 3    | Watzmann-Mittelspitze (Mitte, 2.713 m)        | Watzmann-Mittelspitze    | 2713     | Berchtesgadener Alpen | DE    | 15,9 Hochseiler             | 939 Trischübelpass                                | Valentin Stanič                                         | Aug. 1800     |
| 4    | Leutascher Dreitorspitze (2.682 m)            | Leutascher Dreitorspitze | 2682     | Wettersteingebirge    | DE/AT | 5,2 Hochwanner              | 346 Westliche Wangscharte                         | Hermann von Barth                                       | 7. Aug. 1871  |
| 5    | Hochkalter (Mitte, 2.607 m)                   | Hochkalter               | 2607     | Berchtesgadener Alpen | DE    | 4,5 Watzmann                | 621 Wimbachscharte                                | Bischof Fürst Schwarzenberg und Führer Gemminger        | 1830          |
| 6    | Biberkopf (2.599 m)                           | Biberkopf                | 2599     | Allgäuer Alpen        | DE/AT | 3,5 Hohes Licht             | 337 Große Steinscharte                            |                                                         | 1853 (b)      |
| 7    | Großer Hundstod (2.593 m)                     | Großer Hundstod          | 2593     | Berchtesgadener Alpen | DE/AT | 4,5 Watzmann                | 474 Dießbachscharte                               | Karl Thurwieser                                         | 1825          |
| 8    | Hochvogel (2.592 m)                           | Hochvogel                | 2592     | Allgäuer Alpen        | DE/AT | 5,4 Urbeleskarspitze        | 572 Hornbachjoch                                  | Trobitus                                                | 1832          |
| 9    | Östliche Karwendelspitze (2.538 m)            | Östliche Karwendelspitze | 2538     | Karwendel             | DE/AT | 3,5 Mittlere Ödkarspitze    | 736 Hochalmsattel                                 | Hermann von Barth                                       | 4. Juli 1870  |
| 10   | Hocheisspitze von Nordwesten                  | Hocheisspitze            | 2523     | Berchtesgadener Alpen | DE/AT | 3 Hochkalter                | 410 Sittersbachscharte                            | Hermann von Barth                                       | 6. Sep. 1868  |
| 11   | Hoher Göll (links hinten, 2.522 m)            | Hoher Göll               | 2522     | Berchtesgadener Alpen | DE/AT | 11,4 Watzmann               | 788 Torrener Joch                                 | Valentin Stanič                                         | 4. Sep. 1800  |
| 12   | Hochkarspitze (links, 2.482 m)                | Hochkarspitze            | 2482     | Karwendel             | DE/AT | 4,2 Pleisenspitze           | 661 Bäralpsattel                                  | Hermann von Barth                                       | 1870          |
| 13   | Großes Teufelshorn (links, 2.361 m)           | Großes Teufelshorn       | 2361     | Berchtesgadener Alpen | DE/AT | 3,8 Reißhorn                | 339 Blühnbachtörl                                 |                                                         |               |
| 14   | Kahlersberg (2.350 m)                         | Kahlersberg              | 2350     | Berchtesgadener Alpen | DE/AT | 4,8 Großes Teufelshorn      | 335 (c) Östlich der Hinteren Bärengrube           | Franz von Schilcher, Gottfried Helblehen                | 1854          |
| 15   | Stadelhorn (2.286 m)                          | Stadelhorn               | 2286     | Berchtesgadener Alpen | DE/AT | 5,2 Wasserwandkopf          | 1.133 Hirschbichlpass                             | Karl Thurwieser                                         | 1825          |
| 16   | Großer Daumen (2.280 m)                       | Großer Daumen            | 2280     | Allgäuer Alpen        | DE    | 6,4 Kesselspitz             | 354 Einschartung zwischen Zeiger & Großem Seekopf |                                                         |               |
| 17   | Höfats (2.257 m)                              | Höfats                   | 2258     | Allgäuer Alpen        | DE    | 2,7 Kleiner Wilder          | 478 Älplesattel                                   | Otto Sendtner                                           | 1848          |
| 18   | Soiernspitze (2.257 m)                        | Soiernspitze             | 2257     | Karwendel             | DE    | 3,8 Wörner                  | 833 Westlich der Vereiner-Alm                     |                                                         |               |
| 19   | Hoher Ifen (2.229 m)                          | Hoher Ifen               | 2229     | Allgäuer Alpen        | DE/AT | 7,5 Kleiner Widderstein     | 476 Gerachsattel                                  |                                                         |               |
| 20   | Große Arnspitze (2.196 m)                     | Große Arnspitze          | 2196     | Wettersteingebirge    | DE/AT | 3,9 Obere Wettersteinspitze | 1.003 Nordwestlich von Neuleutasch                |                                                         |               |
| 21   | Große Arnspitze (2.185 m)                     | Kreuzspitze              | 2185     | Ammergauer Alpen      | DE    | 10,6 Daniel                 | 1.182 Oberes Schellbachtal                        |                                                         |               |

## Weitere Listen von Bergen
- Liste der höchsten Berge der deutschen Länder
- Liste der Gebirge und Höhenzüge in Deutschland
- Liste der dominantesten Berge in Deutschland
- Höchster Berg